# هانی ۳
هانی ۳ (به انگلیسی: 3 Honey) (همچنین هانی ۳: جرات رقص) ۲۰۱۶ فیلم سومین از سری فیلم‌های هانی است. قبل از آن هانی و هانی ۲ و ستاره کیسی ونتورا وکنی ورلمالد است. فیلمبرداری برای هانی ۳ در آفریقای جنوبی صورت گرفت

## خلاصه داستان
ملیا مارتین در حالی که در کیپ تاون به درس و دانشگاهش می‌پردازد، احساس می‌کند توسط سخت گیری‌های مدرسه محدود شده است. پس او تصمیم می‌گیرد از استعدادهای رقاصی اش استفاده کرده تا افراد دور و برش را تحت تأثیر قرار دهد و…

## بازیگران
- کیسی ونتورا به عنوان مارتین ملی
- کنی ورمالد به عنوان اریک ویلدوود
- بابی لاکوود به عنوان لیزر
- دنا کاپلان به عنوان نادین
- سیبو میامبو به عنوان ایشانی مگنا
- سیوویله انگسی به عنوان دی جی زبیر خومالو
- آدریان گالی عکس به عنوان آقای سامی رایت
- آمبروز ارن به عنوان داجن بل
- کلیتون اورست به عنوان تاج امفکا
- براندون پیترسون به عنوان مایک